# Raad van Europese Bisschoppenconferenties

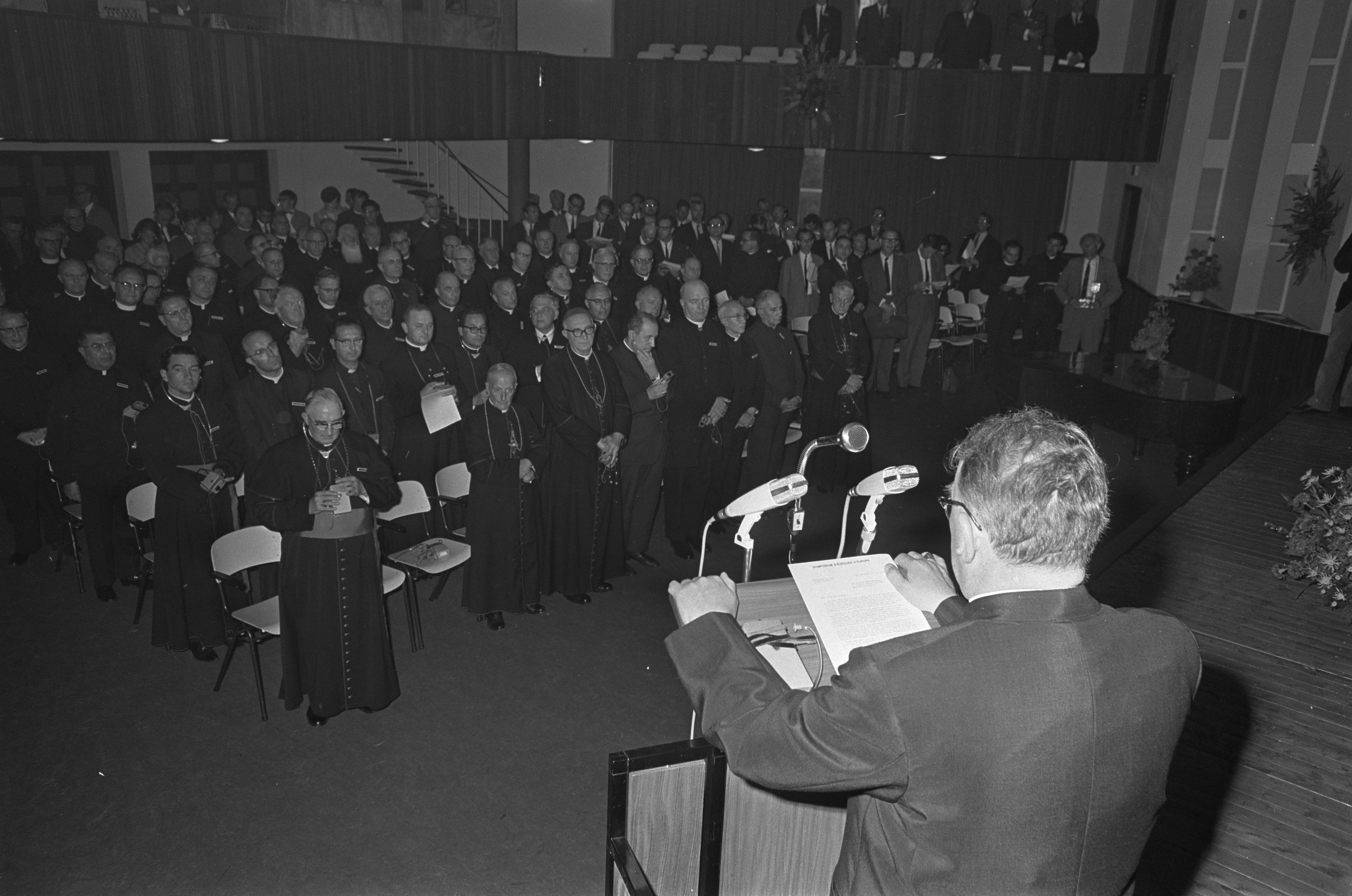
Deelnemers aan de conferentie in 1967 tijdens een toespraak

De Raad van Europese Bisschoppenconferenties, naar de Latijnse naam (Consilium Conferentiarum Episcoporum Europae) ook wel, afgekort, CCEE genoemd, is de vergadering van voorzitters van bisschoppenconferenties van Europese landen.
De CCEE dient niet verward te worden met de Commissie van Bisschoppen van de Europese Gemeenschap, die zich primair richt op het contact tussen de Kerk en de Europese Unie

## Ontstaan
De CCEE vindt zijn oorsprong in het initiatief dat aan het einde van het Tweede Vaticaans Concilie werd genomen door dertien Europese bisschoppen. Zij meenden dat - nu het concilie (met de constitutie Lumen Gentium) de bijzondere collegialiteit van de paus met de bisschoppen en van de bisschoppen onderling had bekrachtigd - het nuttig zou zijn om een Europees platform te hebben waarop de verschillende bisschoppenconferenties zaken konden afstemmen. Een eerste vergadering vond vervolgens in 1967 plaats in Noordwijkerhout. In 1969 organiseerde de CCEE een symposium in Chur, waar onder meer werd gesproken over een Nederlands voorstel om het priesterschap en het celibaat te ontkoppelen. In 1970 had de formele oprichting van de CCEE plaats.

## Organisatie
Van de raad zijn 33 voorzitters lid. Luxemburg, Monaco en Moldavië (landen die geen bisschoppenconferentie hebben) zijn door middel van (aarts)bisschoppen vertegenwoordigd.
President van de CCEE is sinds 8 oktober 2016 de Italiaanse kardinaal Angelo Bagnasco. Vice-presidenten zijn de Brit Vincent Nichols en de Pool Stanisław Gądecki.
Namens de Belgische Bisschoppenconferentie heeft Jozef De Kesel zitting in de CCEE, namens de Nederlandse Bisschoppenconferentie Wim Eijk.

## Presidenten
- 1971-1979: Roger Etchegaray
- 1979-1986: Basil Hume
- 1987-1993: Carlo Maria Martini
- 1993-2001: Miloslav Vlk
- 2001-2006: Amédée Grab
- 2006-2016: Péter Erdő
- 2016-heden: Angelo Bagnasco